# Fresens
Fresens je bývalá samostatná obec v kantonu Neuchâtel na západě Švýcarska. Žije zde asi 250 obyvatel. 
Dříve samostatná obec vytvořila k 1. lednu 2018 společně s obcemi Bevaix, Gorgier, Montalchez, Saint-Aubin-Sauges a Vaumarcus novou obec La Grande Béroche.

## Geografie
Fresens leží v nadmořské výšce 620 m, 18 km jihozápadně od hlavního města kantonu, Neuchâtelu. Zemědělská obec se nachází na ostrohu na jižním svahu Jury, v panoramatické poloze asi 200 metrů nad hladinou Neuchâtelského jezera.
Území obce o rozloze pouhých 1,6 km² zahrnuje terasu na jižním svahu Soliatu. Jižní hranici vymezuje údolí potoka La Vaux, které je mírně zahloubeno do svahu. Nejvyšší bod Fresens leží v nadmořské výšce 690 m na svahu nad obcí. V roce 1997 bylo 11 % rozlohy obce pokryto zastavěnou plochou, 8 % lesy a lesními porosty a 81 % zemědělstvím. Sousedními obcemi byly Montalchez, Saint-Aubin-Sauges a Vaumarcus v kantonu Neuchâtel a Mutrux a Provence v kantonu Vaud.

## Historie

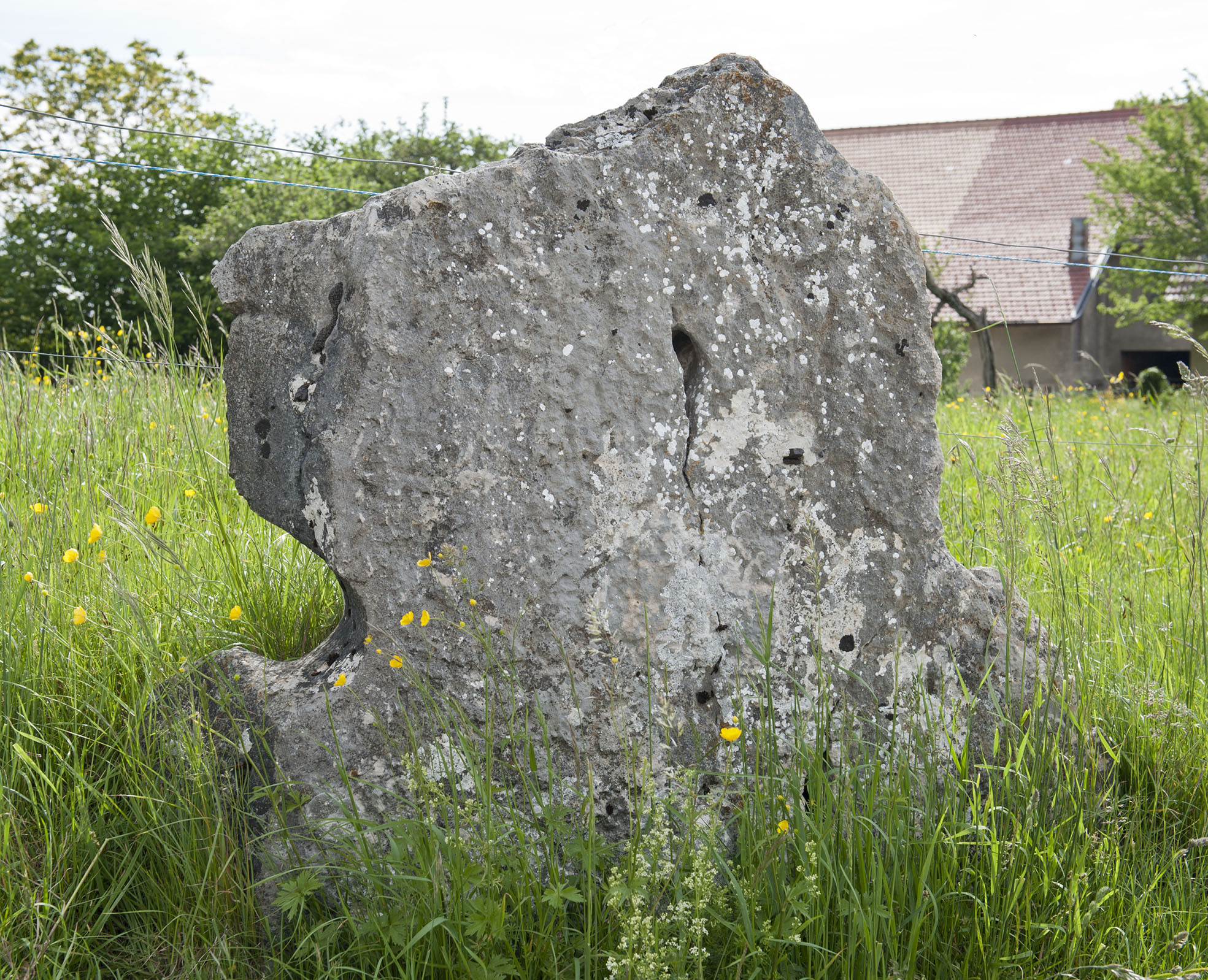
Deska

Oblast obce byla osídlena již dlouho před římskou dobou. Trou des Âmes („Díra duší“) je kamenná deska z dolmenu. Její oválný otvor dokládá, že pochází z čelní desky dolmenu schwörstadtského typu (konec 4. až počátek 3. tisíciletí př. n. l.). V římské době tudy vedla obchodní stezka Vy d’Etra; v La Salette byly nalezeny pozůstatky římské stavby. Bylo zde také objeveno pohřebiště z merovejského období. První písemná zmínka o obci pochází z roku 1268 pod současným názvem, v roce 1290 se jmenovala Fresain a v roce 1340 villa de Fressens. Název místa pravděpodobně pochází z osobního jména Frigis.
Od 13. století patřilo Fresens k panství Gorgier, které v roce 1344 připadlo hrabatům z Neuchâtelu jako léno. Od roku 1648 byl Neuchâtel knížectvím a od roku 1707 byl personální unií připojen k Pruskému království. V roce 1806 byla oblast postoupena Napoleonovi a v roce 1815 se v rámci Vídeňského kongresu stala součástí Švýcarské konfederace, ačkoli pruští králové zůstali knížaty Neuchâtelu až do Neuchâtelské smlouvy z roku 1857.

## Obyvatelstvo
Z celkového počtu obyvatel je 94,5 % francouzsky mluvících, 3,7 % německy mluvících a 0,5 % italsky mluvících (stav v roce 2000). V roce 1880 měl Fresens 234 obyvatel, poté počet obyvatel klesl do roku 1950 na 147, od té doby má mírně stoupající tendenci.

## Hospodářství
Fresens je dosud převážně zemědělskou obcí, kde převažuje zemědělství a chov dobytka. V průběhu 19. století se jako důležitý zdroj obživy obyvatelstva dočasně uplatnilo také krajkářství. Mimo zemědělství je v obci pouze několik pracovních míst v dřevozpracujícím podniku a v místních drobných podnicích.

## Doprava
Fresens se nachází mimo hlavní dopravní tahy, hlavní příjezdová trasa vede ze Saint-Aubin. Další silniční spojení vede do Montalchez a osady Vernéaz. Fresens je napojeno na síť veřejné dopravy autobusovou linkou, která jezdí z Gorgier do Provence.